# 山口壯
山口 壯（やまぐち つよし、1954年〈昭和29年〉10月3日 - ）は、日本の政治家、外交官。自由民主党所属の衆議院議員（8期）。
環境大臣（第29代・第30代）、外務副大臣（野田内閣・野田第1次改造内閣・野田第2次改造内閣）、内閣府副大臣（菅直人第2次改造内閣）、衆議院安全保障委員長、民主党政策調査会筆頭副会長を歴任した。

## 来歴
兵庫県相生市生まれ。淳心学院中学校・高等学校、東京大学法学部卒業。1979年、外務省に入省し、経済局国際機関第二課に配属される。同期入省には、伊原純一（外務省アジア大洋州局長）、廣木重之（外務省儀典長）、大江博（内閣官房内閣審議官）、平松賢司（外務省総合外交政策局長）、らがいる。1980年より在外研修で在アメリカ合衆国日本国大使館に勤務するかたわら、ジョンズ・ホプキンズ大学高等国際問題研究大学院で学び、修士号を取得。1989年には同大学で博士号を取得した。

### 政界入り・新進党時代
新進党幹事長であった小沢一郎の誘いを受け、1995年に外務省を退官。翌1996年の第41回衆議院議員総選挙に新進党公認で兵庫12区から出馬したが、通商産業大臣や経済企画庁長官を歴任した河本敏夫の子息で、自由民主党公認の河本三郎に敗れ、落選。

### 無所属当選・無所属の会時代
新進党解党後、2000年の第42回衆議院議員総選挙に再び兵庫12区から無所属で出馬し、前回敗れた河本を下して初当選。その後無所属の会に入党。衆議院内では民主党と統一会派を組んだ（民主党・無所属クラブ）。2003年の第43回衆議院議員総選挙には同党公認で出馬するが、河本に敗れ落選した。

### 民主党時代

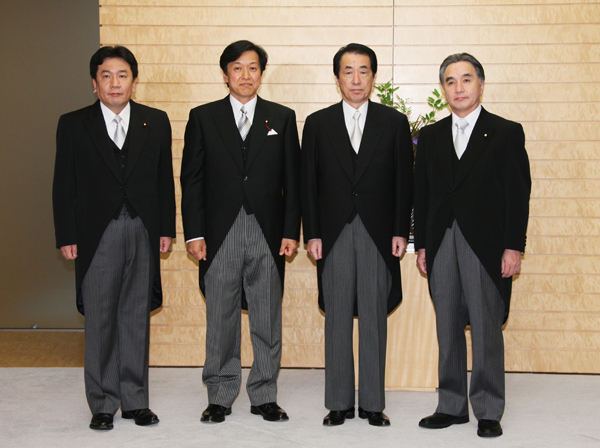
内閣府副大臣就任時に内閣総理大臣の菅直人、内閣官房長官の枝野幸男、東日本大震災復興対策担当大臣の平野達男（前任）と

2005年の第44回衆議院議員総選挙には民主党公認で出馬するも再び河本に敗れた。しかし、重複立候補していた比例近畿ブロックで復活し、2年ぶりに返り咲く。2006年、民主党代表（当時）の小沢一郎の下、次の内閣の外務副大臣に就任。
2009年の第45回衆議院議員総選挙では兵庫12区で河本に比例復活を許さず、3選。12月には、小沢一郎を名誉団長とする小沢訪中団に参加し、中国を訪問した。
2011年3月、「日本のグランド・デザイン」研究会（玄葉光一郎グループ）を発足させ、代表世話人に就任した。同年7月、松本龍の辞任による内閣府副大臣・平野達男の東日本大震災復興対策担当大臣就任に伴い、後任の内閣府副大臣（国家戦略担当）に任命される。同年9月発足の野田内閣では外務副大臣に任命され、野田第2次改造内閣まで務める。2012年の第46回衆議院議員総選挙では民主党に猛烈な逆風が吹き荒れる中、兵庫12区で河本三郎の後継候補である自民党新人の岡崎晃を破り、4選。12月28日、民主党のネクスト外務大臣に就任した。　

### 民主党離党・無所属での二階派入り
2013年12月5日、民主党に離党届を提出。その後開いた記者会見では、民主党離党の理由について「民主党の中で一生懸命やってきたが限界を感じた」と説明し、当面は無所属で活動する意向を表明した。同年12月19日、無所属のまま自民党の二階派に入会。山口の二階派入りを受け、民主党は2014年1月31日の党倫理委員会において、山口の行動は党倫理規定における処分対象の一つ「他政党を利する行為」に該当すると決定し、2月4日に開かれた常任幹事会においては山口の離党届を受理せず、除籍する方針を正式に決定した。
2014年の第47回衆議院議員総選挙では、自民党兵庫県連が兵庫12区において、兵庫11区が地盤であった戸井田徹元衆議院議員の長男である戸井田真太郎の公認を党本部に申請したが、山口が無所属のまま入会していた二階派の二階俊博自由民主党総務会長が山口の擁立を主張したため、党本部は公認を断念した。そのため山口、戸井田のいずれも無所属で兵庫12区から出馬し、二階からも支援を受けた山口が戸井田を約3万5千票の大差で破り、5選。選挙後、二階は谷垣禎一幹事長に対し、いずれも二階派所属で、衆院選では自民党系の候補を破って無所属で当選した山口、長崎幸太郎を念頭に無所属議員の自民党への入党を求めたが、谷垣は拒否した。総選挙後の第188回国会における首班指名選挙では、安倍晋三自由民主党総裁に投票した。
2015年1月、自由民主党に入党したい意向を表明し、同月に召集された通常国会では自民党会派に入会。同年1月22日に正式に入党が認められたが、2014年の総選挙で自民党兵庫県連が擁立した戸井田真太郎を破って当選した山口の自民党入党に同県連は強く反発し、同県連への所属が受け入れられなかったため、谷垣禎一幹事長らの判断により選挙区支部長への就任は一旦見送られ、山口の自民党入党を強く後押しした二階俊博の地元である自民党和歌山県連に暫定的に入会した。

### 兵庫県連入会許可・自民党入党
2016年2月、自民党兵庫県連への入会がようやく認められ、和歌山県連から自民党兵庫県連所属となった。同年9月26日、衆議院安全保障委員長に就任。同年自民党「部落問題に関する小委員会」が設置され、委員長には山口が、事務局長には同二階派・和歌山1区出馬の門博文が就任した。
2017年10月22日投開票の第48回衆議院議員総選挙において、初めて自由民主党公認候補（公明党推薦）として兵庫12区から立候補し、6選。この選挙で山口は得票率62.8%という圧倒的な得票を得、次点で希望の党公認の池畑浩太朗に比例復活も許さなかった。なお、前回第47回衆院選で山口と党の公認を争った戸井田は、この選挙に兵庫11区に国替えして立候補する目論見であったが、自民党の公認を得られる見込みがないことから結局立候補を断念している。11区は山口と同じく旧民主党を離党した松本剛明が地盤としており、松本も同選挙で自民公認を得て当選した。2020年10月、退任した高鳥修一に代わり自由民主党筆頭副幹事長に就任。同年12月、政治資金問題が浮上した吉川貴盛に代わり二階派事務総長に就任。
2021年10月4日、第1次岸田内閣にて環境大臣として初入閣。
2021年10月31日、第49回衆議院議員総選挙で7選。
2024年10月27日、第50回衆議院議員総選挙で8選。
2025年1月30日に麻生派が定例の会合を開き、山口が入会した事が報告された。

## 政策・主張

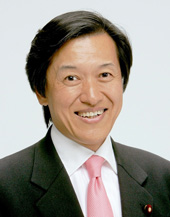
菅直人第2次改造内閣での内閣府副大臣（国家戦略担当）時のプロフィール写真

### 憲法
- 憲法改正について、2021年のアンケートで「どちらかといえば賛成」と回答[19]。
- 憲法9条への自衛隊の明記について、2021年のアンケートで「賛成」と回答[20]。
- 憲法を改正し緊急事態条項を設けることについて、2021年の毎日新聞社のアンケートで「賛成」と回答[21]。

### 外交・安全保障
- 「他国からの攻撃が予想される場合には敵基地攻撃もためらうべきではない」との問題提起に対し、2021年のアンケートで「どちらかと言えば賛成」と回答[19]。
- 「北朝鮮に対しては対話よりも圧力を優先すべきだ」との問題提起に対し、2021年のアンケートで「どちらとも言えない」と回答[19]。
- 普天間基地の辺野古移設について、2021年のアンケートで「どちらとも言えない」と回答[19]。

### ジェンダー
- 選択的夫婦別姓制度の導入について、2014年のアンケートで「どちらとも言えない」と回答[22]。2017年のアンケートで「どちらかと言えば賛成」と回答[23]。2021年のアンケートで「どちらかと言えば賛成」と回答[19]。
- 同性婚を可能とする法改正について、2021年の朝日新聞社のアンケートで「どちらとも言えない」と回答[19]。同年のNHKのアンケートで回答しなかった[20]。
- 「LGBTなど性的少数者をめぐる理解増進法案を早期に成立させるべきか」との問題提起に対し、2021年のアンケートで「どちらかと言えば賛成」と回答[19]。
- クオータ制の導入について、2021年のアンケートで「どちらかといえば反対」と回答[20]。

### 部落問題
- 自民党「部落問題に関する小委員会」委員長をつとめ、「部落差別の解消の推進に関する法律」成立のために尽力したとされる[24]。

### その他
- 「原子力発電への依存度について今後どうするべきか」との問題提起に対し、2021年のアンケートで「下げるべき」と回答[20]。
- 新型コロナウイルス対策として、消費税率の一時的な引き下げは、2021年のアンケートで「必要でない」と回答[20]。
- 森友学園を巡る公文書改竄問題で、財務省が開示を拒んでいた「赤木ファイル」が2021年6月22日、大阪地裁の命令によって公開された[25]。国の対応をどう考えるかとの問いに対し、2021年の毎日新聞社のアンケートで「これ以上、調査や説明は必要ない」と回答[21]。
- 埼玉県の小川町で計画されていた大規模太陽光発電所について、計画の抜本的な見直しを求める意見書を環境大臣として、経済産業大臣に提出した。この意見書の提出を受けて、埼玉県の大野元裕知事は、歓迎の意向を示し「山口氏の発言は県や地元の意見に沿うもの」と評価した[26]。

## 人物・エピソード

### 宗教団体との関係
- 2021年10月27日、週刊新潮の電子版が、山口の事務所関係者の証言として、山口がGLAの信者であると報じた。山口は、若手経営者らを集めた勉強会で、GLA代表の高橋佳子の著書を配って勉強させたり、地元事務所の朝の会で高橋の著書の読み合わせをさせたりした[27]。
- 上記の週刊新潮の電子版はさらに、気学や占術、呪いを研究する横浜市の団体「妙気会」にも山口は入信していると報じた[27]。
- 2022年7月8日、安倍晋三が奈良市で射殺される事件が発生[28]。日本でも、7月11日午後から、統一教会と政治家との繋がりが大手メディアで取り沙汰されるようになった[29][30]。同年8月上旬、神戸新聞が、兵庫県関係の国会議員32人に教団との関係を尋ねるアンケートを実施。山口は「相手方のあることなので、個別の問い合わせには回答していない」と回答した[31]。
- 2022年8月5日、閣議後の記者会見で、世界平和統一家庭連合（旧統一教会）の関係イベントに、過去に祝電を数回送ったことがあると明らかにした。会見の際、「祝電は頼まれたら全部出しており、機械的に出した[32]」と説明し、“祝電を出したは統一教会との関係は分からなかったのか？”という記者の質問に、山口は悪びれず半笑いしながら「もう1回言いますよ？どこからでも来たものは全部（祝電を）出してます。よっぽどおかしい団体でなければ。もうこれからは出しません、それだけです」と答えた[33]。この回答が「＃山口環境大臣に祝電を頼もう」とSNSでトレンド入りへ拡がり[34]、8日の会見では「昨年夏とクリスマスに送ったことを確認した」と追加説明したが[35]、記者の質問には何を聞かれても「今後は気をつけたい」を繰り返す対応だけだったので、「逆ギレに見える」「記者の質問の先に国民がいる」「祝電を討つことで統一教会にお墨付きを与え、被害を受けている人々への配慮が全く無い」と指摘されている[36]。

### その他
- 2006年10月13日、衆議院本会議において、安倍晋三首相（当時）が掲げたキャッチフレーズ「美しい国」について、「うつくしいくに、逆から読むと、にくいしくつう（美しい国は憎いし苦痛）」であり、「一見立派な政策構想が現実には格差を広げ、国民の負担は増える一方」と批判した[37]。
- 2009年9月11日、民主党の次の内閣防衛副大臣の立場で、自民党政権が進めてきたミサイル防衛について「役に立たない、撃ち落せる確率は100分の1か2ぐらいだ」「爆撃機を対空防衛で落とせる確率は20～30%と言われている」など、自民党の軍備政策に疑問を呈した[38]。
- 2009年11月、北朝鮮の外交姿勢については「拉致問題で完全に北朝鮮が認めれば日本の援助が始まり、北朝鮮の民主的な傾向が強くなる。時間はかかるがそれしかない」との考えを示した[39]。
- 2009年5月25日、北朝鮮によるミサイル発射実験が行われると、「6者協議が機能していない。完全に麻生外交は破綻している」と麻生内閣を非難した[40]。
- 2011年9月15日、外務省での記者会見において、韓国政府が提起した慰安婦問題に関する新たな政府間協議の設置について「（日韓基本条約を締結して）法的には解決済みだ」として、政府間協議には応じない考えを示しながらも「どんな状況があるかよく話し合っていけばいい」とも述べ、韓国政府との対話は続ける意向を示した[41]。
- 脱炭素化社会を実現する為の財源確保の手段として、個人的な発想としながらも「イノベーション国債」の導入を提案している。イノベーション国債について「将来の繁栄を作っていくための投資の原資」と語っている。またカーボンプライシングについても「コンセンサスを作り、進めていく」と意欲を見せている。投資の必要額について「炭素税だけでは足りないかもしれない」と財源不足を懸念している[42]。
- 強い毒性があるヒアリが度重ね確認されている東京港埠頭を視察し、「ヒアリは国内に定着する一歩手前ということで、打てる策はすべて打ち、早急に対応したい」と語り、法改正を含めたヒアリ対策の強化に向けた考えを示した[43]。

## 週刊誌報道
2021年11月26日、週刊新潮の電子版が、山口が有権者に「温泉ホテル接待」を行い、公職選挙法に抵触している疑惑があると報じた。週刊新潮の取材によると、参加費と支出の差額分が利益供与となり、公選法で禁じられている「有権者への利益供与」にあたると指摘した。この報道を受け、山口は自身のホームページで見解を示し、事実と全く違うと主張した。「温泉ホテル接待」との指摘について専門家を招き2日間に渡り講演会または分科会の形で相当数の講演等が行われたものであり、週刊誌で指摘されたようなものではないとしている。参加費と支出の差額分を補填しているとの点については、参加者は飲食代相当額を自己負担しており、差額分を事務所が補填した事実はないとしている。

## 年譜
- 1954年10月3日 - 兵庫県相生市に生まれる
- 1967年 - 相生市立相生小学校卒業
- 1970年 - 淳心学院中学校卒業
- 1973年 - 淳心学院高等学校卒業
- 1978年 - 東京大学法学部第3類（政治コース）卒業
- 1979年 - 東京大学法学部第2類（公法コース）卒業、外務省入省
- 1980年 - 在アメリカ合衆国日本大使館付
- 1982年 - 外務省経済協力局政策課、ジョンズ・ホプキンズ大学高等国際問題研究大学院で修士号を取得
- 1984年 - 防衛庁防衛局運用課部員
- 1986年 - 外務省経済局国際経済第1課課長補佐
- 1987年 - 外務省情報調査局安全保障政策室首席事務官
- 1989年 - 在中華人民共和国日本大使館一等書記官、ジョンズ・ホプキンズ大学高等国際問題研究大学院で博士号を取得
- 1991年 - 在パキスタン日本大使館一等書記官
- 1993年 - 在英国日本大使館一等書記官
- 1995年7月 - 外務省総合外交政策局国際科学協力室室長
  - 10月 - 外務省を退官
- 2000年 - 第42回衆議院議員総選挙に兵庫12区から無所属で出馬し、初当選
- 2003年 - 第43回衆議院議員総選挙に無所属の会公認で出馬するが、落選
- 2005年 - 第44回衆議院議員総選挙に民主党公認で出馬し、当選（比例近畿ブロック）
- 2006年 - 民主党次の内閣外務大臣
- 2009年 - 第45回衆議院議員総選挙に民主党公認で出馬し、3選（兵庫12区）
- 2011年3月 - 「日本のグランド・デザイン」研究会代表世話人
  - 7月 - 内閣府副大臣（菅第2次改造内閣）
  - 9月 - 外務副大臣（野田内閣・野田第1次改造内閣・野田第2次改造内閣）
- 2012年 - 第46回衆議院議員総選挙に民主党公認で出馬し、4選（兵庫12区）
- 2013年12月5日 - 民主党に離党届を提出（翌年2月に除籍）
  - 12月19日 - 二階派に入会（客員会員）
- 2014年 - 第47回衆議院議員総選挙に無所属で出馬し、5選（兵庫12区）
- 2015年1月22日 - 自由民主党入党
- 2017年 - 第48回衆議院議員総選挙に自民党公認で出馬し、6選（兵庫12区）
- 2021年10月 - 環境大臣（第1次岸田内閣）
  - 同月 - 第49回衆議院議員総選挙に自民党公認で出馬し、7選（兵庫12区）
- 2024年 - 第50回衆議院議員総選挙に自民党公認で出馬し、8選（兵庫12区）

## 選挙
| 当落 | 選挙                   | 執行日         | 年齢 | 選挙区       | 政党       | 得票数     | 得票率 | 定数 | 得票順位 /候補者数 | 政党内比例順位 /政党当選者数 |
| ---- | ---------------------- | -------------- | ---- | ------------ | ---------- | ---------- | ------ | ---- | ------------------ | ---------------------------- |
| 落   | 第41回衆議院議員総選挙 | 1996年10月20日 | 42   | 兵庫県第12区 | 新進党     | 8万408票   | 41.27% | 1    | 2/3                | /                            |
| 当   | 第42回衆議院議員総選挙 | 2000年06月25日 | 45   | 兵庫県第12区 | 無所属     | 10万4060票 | 47.51% | 1    | 1/4                | /                            |
| 落   | 第43回衆議院議員総選挙 | 2003年11月09日 | 49   | 兵庫県第12区 | 無所属の会 | 10万3848票 | 47.03% | 1    | 2/3                | /                            |
| 比当 | 第44回衆議院議員総選挙 | 2005年09月11日 | 50   | 兵庫県第12区 | 民主党     | 10万6566票 | 46.18% | 1    | 2/3                | 6/9                          |
| 当   | 第45回衆議院議員総選挙 | 2009年08月30日 | 54   | 兵庫県第12区 | 民主党     | 12万3325票 | 55.93% | 1    | 1/3                | /                            |
| 当   | 第46回衆議院議員総選挙 | 2012年12月16日 | 58   | 兵庫県第12区 | 民主党     | 8万1528票  | 44.19% | 1    | 1/4                | /                            |
| 当   | 第47回衆議院議員総選挙 | 2014年12月14日 | 60   | 兵庫県第12区 | 無所属     | 7万7654票  | 47.63% | 1    | 1/4                | /                            |
| 当   | 第48回衆議院議員総選挙 | 2017年10月22日 | 63   | 兵庫県第12区 | 自由民主党 | 9万8166票  | 62.80% | 1    | 1/3                | /                            |
| 当   | 第49回衆議院議員総選挙 | 2021年10月31日 | 67   | 兵庫県第12区 | 自由民主党 | 9万1099票  | 55.56% | 1    | 1/3                | /                            |
| 当   | 第50回衆議院議員総選挙 | 2024年10月27日 | 70   | 兵庫県第12区 | 自由民主党 | 7万2374票  | 49.00% | 1    | 1/4                | /                            |

## 所属団体・議員連盟
- 自民党たばこ議員連盟[46]
- 自民党資源戦略委員会（委員長）[47]
- 自民党部落問題に関する小委員会（委員長）[47]
- 自民党政務調査会（副会長）[47]
- 日朝国交正常化推進議員連盟（幹事）[48]
- 国際観光産業振興議員連盟（事務局次長）
- クラスター爆弾禁止推進議員連盟（発起人）

## 親族・親戚
- 妻の曽祖父

森国造（元衆議院議員）
- 妻の祖父

中村庸一郎（元衆議院議員）
森武臣（元富国生命社長）
- 妻の叔父

中村正三郎（元衆議院議員・法務大臣）